# Цзянлин
Цзянли́н (кит. упр. 江陵, пиньинь Jiānglíng) — уезд городского округа Цзинчжоу провинции Хубэй (КНР).

## История
В 278 году до н. э. Бай Ци (полководец царства Цинь) захватил Ин — столицу царства Чу; эти земли были присоединены к Цинь, и на них был образован уезд Цзянлин. В последующие века уезд Цзянлин постоянно был местом размещения властей административных единиц различных уровней.
После того, как в 1949 году во время гражданской войны уезд Цзянлин был занят войсками коммунистов, 15 июля 1949 года посёлок Шаши был выделен из уезда Цзянлин в отдельный город, подчинённый напрямую правительству провинции Хубэй. В 1949 году был создан Специальный район Цзинчжоу (荆州专区), и уезд вошёл в его состав. В 1970 году Специальный район Цзинчжоу был переименован в Округ Цзинчжоу (荆州地区).
В 1994 году решением Госсовета КНР округ Цзинчжоу был преобразован в городской округ Цзинша (荆沙市); уезд Цзянлин был при этом расформирован, а на бывших его землях были образованы районы городского подчинения Цзинчжоу и Цзянлин.
В 1996 году городской округ Цзинша был переименован в Цзинчжоу.
В 1998 году район городского подчинения Цзянлин был вновь преобразован в уезд.

## Административное деление
Уезд делится на 7 посёлков и 2 волости.